# Алан Мелцер
Алан Мелцер (на английски: Allan H. Meltzer) е американски икономист и професор по политическа икономия в Бизнес училището на Университет „Карнеги Мелън“, Питсбърг .
Роден е на 6 февруари 1928 в Бостън, Масачузетс. Автор е на десетки академични статии и книги върху паричната политика и Федералния резерв и е смятан за един от водещите световни експерти по развитието и прилагането на паричната политика. Смята се, че Мелцер е източник на фразата „Капитализъм без провал е като религия без грях. Просто не работи.“ 